# Servicio Paz y Justicia Uruguay
El Servicio Paz y Justicia Uruguay (SERPAJ Uruguay) es una organización no gubernamental para la promoción, la educación y la defensa de los derechos humanos en Uruguay. La organización forma parte de una red latinoamericana denominada SERPAJ América Latina.

## Historia
La fundación data de marzo de 1981, durante la dictadura cívico militar (1973-1985), siendo la primera organización de defensa de los derechos fundamentales en Uruguay. Desarrolló una activa campaña contra el régimen militar, apoyando a familiares de detenidos desaparecidos, exigiendo el retorno de la democracia, la liberación de los presos políticos, el retorno de los exiliados y el respeto a las libertades individuales.
El grupo fundador estuvo integrado por Adolfo Ameixeiras, Francisco Bustamante, Martha Delgado, Jorge Faget, Giancarlo Moneta, Juan José Mosca, Ademar Olivera, Efraín Olivera, Jorge Osorio, Luis Pérez Aguirre, Patricia Piera, Mirtha Villa, Marisabel Ricci y Josefina Plá.
En 1982 comenzó el hostigamiento por parte del régimen cívico-militar. A raíz de las denuncias públicas sobre las desapariciones forzadas de personas por parte del sacerdote Luis Pérez Aguirre, se inició un proceso judicial en su contra. El 11 de agosto de 1983 tres integrantes de Serpaj (los sacerdotes Luis Pérez Aguirre y Jorge Osorio, y el Pastor Ademar Olivera) iniciaron un ayuno con el fin de exigir el restablecimiento del diálogo e iniciar así el camino hacia la apertura democrática.   
Al finalizar el ayuno el 25 de agosto, tuvo lugar el primer caceroleo contra la dictadura cívico-militar en el país. El 31 de agosto el gobierno uruguayo clausuró el Serpaj y confiscó sus pertenencias. Igualmente el Serpaj continuó trabajando en la clandestinidad; entre las acciones llevadas a cabo participó activamente en la constitución de la Comisión Nacional de Derechos Humanos y en la denuncia ante la Comisión Interamericana de Derechos Humanos por la muerte por torturas de Vladimir Roslik. El 21 de octubre Serpaj Uruguay recibió el Premio a la Paz otorgado por Acción Ecuménica Sueca Diakonia.    
En 1985, con la restauración democrática, Serpaj Uruguay fue habilitado legalmente. Articuló junto al Instituto de Estudios Legales y Sociales del Uruguay (IELSUR) la presentación de diversas denuncias de violación a derechos humanos.

## Publicaciones
Desde 1988 el Serpaj publica en forma anual un informe sobre la situación de derechos humanos denominado "Derechos humanos en el Uruguay: informe anual". Algunas de las otras publicaciones son "Uruguay nunca más: Informe sobre la Violación a los Derechos Humanos", de 1989; "Vale la pena: 10 años por la Paz y los Derechos Humanos", de 1991; y "Derechos Humanos: Pautas para una Educación Liberadora", de 1985. Publicó además la revista Educación y Derechos Humanos. Cuadernos para docentes, los Cuadernos Paz y Justicia, y la publicación Paz y Justicia. Sumario de Derechos Humanos. 